# Nyikolaj Ivanovics Tyiscsenko
Nyikolaj Ivanovics Tyiscsenko, oroszul: Николай Иванович Тищенко (Ljubljino, 1926. december 10. – Moszkva, 1981. május 10.) olimpiai bajnok szovjet válogatott orosz labdarúgó, edző.

## Pályafutása

### Klubcsapatban
1951 és 1958 között a Szpartak Moszkva csapatában szerepelt, ahol négy bajnoki címet és egy szovjet kupagyőzelmet ért el az együttessel.

### A válogatottban
1954 és 1956 között 12 alkalommal szerepelt a szovjet válogatottban. Tagja volt az 1956-os melbourne-i olimpiai játékokon aranyérmet nyert csapatnak.

### Edzőként
1965-ben a Szpartak Moszkva csapatánál segédedzőként dolgozott.

## Sikerei, díjai
Szovjetunió
- Olimpiai játékok
  - aranyérmes: 1956, Melbourne

 Szpartak Moszkva
- Szovjet bajnokság
  - bajnok (4): 1952, 1953, 1956, 1958
  - 2. (2): 1954, 1955
  - 3.: 1957
- Szovjet kupa
  - győztes: 1958